# 稜角絲瓜
稜角絲瓜（学名：Luffa acutangula）為葫蘆科絲瓜屬的一種，又稱八角瓜、八棱瓜、十角絲瓜、角瓜、廣東絲瓜、澎湖絲瓜、金門絲瓜或雨傘瓜、勝瓜、絲瓜，是圆筒丝瓜（Luffa aegyptica）的近缘物种，一年生蔓性草本植物，果體有十條明顯突起的稜，原產地為印度次大陸，現遍佈熱帶亞洲、包括中國，也被引入到非洲及美洲，未成熟果实作为蔬菜食用。
稜角絲瓜的果实有点像带有隆起背脊的黄瓜。它分布在中亚以及东亚至东南亚地区。在寒冷气候的地区，稜角絲瓜也被当作盆栽植物种植。此種類可食用。

## 形態
本種的莖葉與圆筒丝瓜相比，本種的葉色較淡，葉脈也不像圓筒絲瓜呈銀白色。
在傍晚到隔日早晨開花，花瓣和花葯都呈現淡黃色。
果實有10條稜角，果肉較圆筒丝瓜薄，纖維細密且較少，肉質細脆密緻，所以風味比圓筒絲瓜好。但是一旦瓜果成熟老化，卻較難除去果皮、取出絲瓜筋來供作他用。
種子是黑色瓜子形，厚度較圓筒絲瓜厚，外皮有花紋。
- 花
- 莖與葉
- 莖與葉
- 發育中的果實
- 近成熟的果實
- 果實與其橫切面
- 果實的縱切面
- 稜角絲瓜的種子，尺的刻度为1毫米

## 歷史
根據《本草綱目》記載，中國明代已有栽植，而且非常普遍。現普通絲瓜分佈於全國各地﹐有棱絲瓜以廣東、廣西和台灣栽培較多。約於1600年從中國傳入日本﹐17世紀40年代傳入歐洲。

## 外部連結
- 粵絲瓜絡 Yue Si Gua Luo （页面存档备份，存于） 中藥標本數據庫 (香港浸會大學中醫藥學院) （繁體中文）（英文）